# Густав Хайстерман фон Зилберг
Густав Хайстерман фон Зилберг (на немски: Gustav Heistermann von Ziehlberg) е германски генерал-лейтенант от Вермахта, участвал в опита за убийство на фюрера Адолф Хитлер от 20 юли 1944 г.

## Кариера
На 20 юли 1944 г. на Зилберг е заповядано да арестува своя майор Йоахим Кун за участието му в заговора от 20 юли. Кун заедно със своя приятел лейтенант Албрехт фон Хаген урежда експлозията за Клаус фон Щауфенберг. На 21 юли той придружава генерал Хенинг фон Тресков на фронта близо до Кролови Мост, където Тресков се самоубива.
Зилберг е обвинен в неподчинение и през септември 1944 г. е осъден на 9 месеца затвор, но получава помилване за предишната си служба. Той се връща в отдела, но отново е призован в Берлин на 30 октомври. Хитлер, подозирайки го за сътрудничество с Лудвиг Бек, отменя присъдата и той отново е арестуван изправен пред друг процес. На 21 ноември е осъден на смърт, освободен от всички почести, редици и титли. Съдиите открито заявяват, че трябва да следват инструкциите на фюрера.
Густав Хайстерман фон Зилберг е екзекутиран на 2 февруари 1945 г. в Берлин.